# Cratosilis
Cratosilis es un género de escarabajo soldado perteneciente a la familia Cantharidae.
Cratosilis incluye especies con una metamorfosis radical y etapas distintivas de larva, pupa y adulto (Holometabola) durante el desarrollo. Las larvas son radicalmente diferentes de los adultos en su estructura y comportamiento.

## Lista de especies
- Cratosilis denticollis (Schummel 1844)
- Cratosilis distinguenda (Baudi 1859)
- Cratosilis laeta (Fabricius 1792)
- Cratosilis sicula (Marseul 1864)
- Cratosilis theresae Pic 1901